# アワモリ君乾杯!
『アワモリ君乾杯！』（アワモリくんかんぱい）は、1961年10月8日に東宝系で公開された日本映画である。モノクロ。東宝スコープ。
キャッチコピーは「恋しちゃって照れちゃって歌っちゃって ニキビもバラ色さ！」。
なお、オープニングタイトルでは、「！」が抜け落ちている。

## 概要
『アワモリ君売出す』に続く、『アワモリ君』シリーズ第2作。本作では、前半はアワモリと加代子の出会いとカバ山家に大金が入り込むエピソードを平行して上映、そして後半ではアワモリとカバ山ダイガクがギャング団を捕まえるという内容となっている。
本作も前作同様、街路樹周辺での『九ちゃんのズンタタッタ』や盆踊り会場での『九ちゃん音頭』などのように、様々な場所で坂本九らの歌が挿入されている。また、本作の大きな見せ所は後半であり、アワモリ・ダイガク・ギャング団が東宝砧撮影所に紛れ込み、同時上映作品『世界大戦争』の撮影中のスタジオ現場で監督・松林宗恵（古澤憲吾監督の師匠の一人）がフランキー堺らに演技を指導している光景をギャング団が覗いたり、アワモリらが乱入したりするという楽屋落ちギャグが見られる。さらに続く倉庫の場面では、『大坂城物語の「方広寺の大仏」、『地球防衛軍』のモゲラ、『宇宙大戦争』のナタール人とスピップ号、『大怪獣バラン』のバラン、『日本誕生』の八岐大蛇、そして『モスラ』（前作の同時上映作品）のモスラ（成虫と幼虫）の着ぐるみが次々に登場するという、お遊びシーンが散見される。

## 出演者
- アワモリ九：坂本九[1]
- アワモリ一：有島一郎[3]
- カバ山大学：ジェリー藤尾[3]
- カバ山万三：丘寵児[3]
- カバ山よろめき：都家かつ江[3]
- 加代子：森山加代子[3]
- 一平：吉頂寺晃[3]
- 富子：紅美恵子[1]
- 美代ちゃん：渡辺トモ子[1]
- ダルマ先生：加東大介[1]（※原作の轟先生に相応するキャラクター）
- ギャングの親方：田武謙三[3]
- ギャングの乾分：石川進[1]、増田多夢[1]、佐野修[1]、上野保夫[1]（ダニー飯田とパラダイス・キング）
- 撮影を見るお嬢さん：清水由紀（一部のサイトでは清水由記[1]、清水由起[3]となっている。）
- 保安要員：鹿島孝二[3]
- 監督：岡進[3]
- パチンコ屋の客：宮田羊容[1]
- 「轟商事」課長：佐田豊[1]
- 「轟商事」課員：桜井巨郎[1]
- 大家：並木一路[1]
- 「アワモリ洋品店」の客：上野洋子[1]、江幡秀子[1]
- 氷屋のおやじ：石田茂樹[1]
- 家政婦：小野松枝[3]
- 署長：土屋詩郎[1]
- アベック：井上大助[1]、丘照美[1]、堀谷昭[1]、谷和子[1]

カメオ出演者
- 相撲中継の力士：大鵬、柏戸
- 撮影所の映画監督：松林宗恵
- 『世界大戦争』の出演者：フランキー堺、乙羽信子、星由里子[2]

## スタッフ
- 製作：山本紫朗[1]
- 原作：秋好馨[1]（「週刊読売」連載『アワモリ君』より）
- 脚本：新井一[1]
- 監督：古澤憲吾[1]
- 撮影：逢沢譲[1]
- 音楽：神津善行[1]
- 美術：小川一男[1]
- 録音：斎藤昭[1]
- 照明：高島利雄[1]
- 監督助手：児玉進[1]

## 参考資料
- キネマ旬報
- “アワモリ君乾杯！”. KINENOTE.  キネマ旬報社. 2022年10月19日閲覧。